# En persikolund i Katalonien
En persikolund i Katalonien (katalanska: Alcarràs) är en spansk dramafilm från 2022, regisserad av Carla Simón.
Filmen handlar om familjen Solé. De är bönder som försörjer sig genom att odla persikor i en liten by i Katalonien. Deras liv förändras när storägaren till fastigheten dör. Arvingen till godset bestämmer sig för att sälja marken, vilket blir ett hot mot deras uppehälle.
Filmen hade världspremiär vid filmfestivalen i Berlin 2022, där den vann Guldbjörnen. Det blev den första filmen någonsin på språket katalanska som vunnit det priset.